# Jeff Hackett
Pour les articles homonymes, voir Hackett.
Jeff Hackett (né le 1er juin 1968 à London, dans la province de l'Ontario, au Canada) est un joueur professionnel canadien de hockey sur glace qui évoluait au poste de gardien de but canadien de hockey sur glace.

## Carrière de joueur
Il joue en junior dans la Ligue de hockey de l'Ontario avec les Generals d'Oshawa. Il est repêché au 2e tour du repêchage d'entrée dans la LNH 1987 par les Islanders de New York.
Le 30 mai 1991, il est réclamé par les Sharks de San José lors du repêchage d'expansion de la LNH 1991. Le 13 juillet 1993, il est échangé aux Blackhawks de Chicago par les Sharks de San José pour un choix de 3e tour au repêchage de 1994. Le 16 novembre 1998, il est échangé aux Canadiens de Montréal par les Blackhawks de Chicago avec Eric Weinrich, Alain Nasreddine et un choix de 4e tour au repêchage de 1999. Il devient le gardien numéro 1 des Canadiens, mais gêné par des blessures il est remplacé par José Théodore. Le 23 janvier 2003, échangé au Sharks de San José par les Canadiens de Montréal en retour de Niklas Sundstrom et un choix de 4e ronde des Sharks de San José au repêchage de 2004. Le 23 janvier 2003, il est échangé ensuite aux Bruins de Boston par les Sharks de San José avec Jeff Jillson en retour de Kyle McLaren et le choix de 4e ronde des Bruins de Boston au repêchage de 2004. Le 1er juillet 2003, il signe avec les Flyers de Philadelphie comme joueur autonome. Le 9 février 2004, il annonce officiellement sa retraite.

## Carrière d'entraîneur
Le 12 juillet 2006, il accepte le poste d'entraîneur des gardiens de but de l'Avalanche du Colorado, rejoignant son ancien coéquipier du Canadien de Montréal, José Théodore. En juin 2009, il est congédié.

## Statistiques
| Saison    | Équipe                   | Ligue |    | PJ | V  | D  | Pr/N  | Min | BC   | Moy  | % Arr | Bl | Pun |
| 1986-1987 | Generals d'Oshawa        | LHO   | 31 |    |    |    | 1 672 | 85  | 3,05 |      | 2     | 0  |     |
| 1987-1988 | Generals d'Oshawa        | LHO   | 53 |    |    |    | 3 165 | 205 | 3,89 |      | 0     | 39 |     |
| 1988-1989 | Indians de Springfield   | LAH   | 29 | 12 | 14 | 2  | 1 677 | 116 | 4,15 | 87,2 | 0     | 6  |     |
| 1988-1989 | Islanders de New York    | LNH   | 13 | 4  | 7  | 0  | 662   | 39  | 3,53 | 88,1 | 0     | 2  |     |
| 1989-1990 | Indians de Springfield   | LAH   | 54 | 24 | 25 | 3  | 3 045 | 187 | 3,68 | 88,7 | 1     | 16 |     |
| 1990-1991 | Islanders de New York    | LNH   | 30 | 5  | 18 | 1  | 1 508 | 91  | 3,62 | 87,7 | 0     | 4  |     |
| 1991-1992 | Sharks de San José       | LNH   | 42 | 11 | 27 | 1  | 2 314 | 148 | 3,84 | 89,2 | 0     | 8  |     |
| 1992-1993 | Sharks de San José       | LNH   | 36 | 2  | 30 | 1  | 2 000 | 176 | 5,28 | 85,6 | 0     | 4  |     |
| 1993-1994 | Blackhawks de Chicago    | LNH   | 22 | 2  | 12 | 3  | 1 084 | 62  | 3,43 | 89   | 0     | 2  |     |
| 1994-1995 | Blackhawks de Chicago    | LNH   | 7  | 1  | 3  | 2  | 328   | 13  | 2,38 | 91,3 | 0     | 0  |     |
| 1995-1996 | Blackhawks de Chicago    | LNH   | 35 | 18 | 11 | 4  | 2 000 | 80  | 2,4  | 91,6 | 4     | 8  |     |
| 1996-1997 | Blackhawks de Chicago    | LNH   | 41 | 19 | 18 | 4  | 2 473 | 89  | 2,16 | 92,7 | 2     | 6  |     |
| 1997-1998 | Blackhawks de Chicago    | LNH   | 58 | 21 | 25 | 11 | 3 441 | 126 | 2,2  | 91,7 | 8     | 8  |     |
| 1998-1999 | Blackhawks de Chicago    | LNH   | 10 | 2  | 6  | 1  | 524   | 33  | 3,78 | 87,1 | 0     | 6  |     |
| 1998-1999 | Canadiens de Montréal    | LNH   | 53 | 24 | 20 | 9  | 3 091 | 117 | 2,27 | 91,4 | 5     | 6  |     |
| 1999-2000 | Canadiens de Montréal    | LNH   | 56 | 23 | 25 | 7  | 3 301 | 132 | 2,4  | 91,4 | 3     | 4  |     |
| 2000-2001 | Canadiens de Montréal    | LNH   | 19 | 4  | 10 | 2  | 998   | 54  | 3,25 | 88,7 | 0     | 0  |     |
| 2001-2002 | Canadiens de Montréal    | LNH   | 15 | 5  | 5  | 2  | 717   | 38  | 3,18 | 90,4 | 0     | 2  |     |
| 2002-2003 | Canadiens de Montréal    | LNH   | 18 | 7  | 8  | 2  | 1 063 | 45  | 2,54 | 92,6 | 0     | 0  |     |
| 2002-2003 | Bruins de Boston         | LNH   | 18 | 8  | 9  | 0  | 991   | 53  | 3,21 | 89,4 | 1     | 2  |     |
| 2003-2004 | Flyers de Philadelphie   | LNH   | 27 | 10 | 10 | 6  | 1 630 | 65  | 2,39 | 90,5 | 3     | 0  |     |
| 2003-2004 | Phantoms de Philadelphie | LAH   | 1  | 1  | 0  | 0  | 60    | 2   | 2    | 88,9 | 0     | 0  |     |

## Trophées et distinctions
- Trophée F.-W.-« Dinty »-Moore (LHO) en 1986-1987.
- Trophée Dave-Pinkney (LHO) avec Sean Evoy en 1986-1987.
- Médaille d'or (CMJ) en 1988.
- Trophée Jack-A.-Butterfield (LAH) en 1989-1990.
- Coupe Calder (LAH) en 1989-1990.

1. ↑  (en) « Jeff Hackett hockey statistics & profile », sur The Internet Hockey Database (consulté le 24 septembre 2014)